# Adenosciadium
Adenosciadium (лат.) — монотипный род растений семейства Зонтичные. Распространён в юго-восточной части Аравийского полуострова.

## Таксономия
Род был впервые опубликован Адольфом Генрихом  Густавом Энглером в Das Pflanzenreich (Engler): Umbellif.-Apioid.-Ammin. 364 (1927).

### Виды
Род включает в себя лишь 1 вид растений:
- Adenosciadium arabicum H.Wolff